# Miguel Ángel Reyes-Varela
Miguel Ángel Reyes-Varela (* 21. června 1987 Guadalajara) je mexický profesionální tenista, deblový specialista. Ve své dosavadní kariéře na okruhu ATP Tour vyhrál dva deblové turnaje. Na challengerech ATP a okruhu ITF získal čtyři tituly ve dvouhře a čtyřicet čtyři trofejí ve čtyřhře.
Na žebříčku ATP byl ve dvouhře nejvýše klasifikován v červnu 2013 na 400. místě a ve čtyřhře pak v srpnu téhož roku na 49. místě. Trénují ho otec Miguel Reyes-Varela a Eduardo Vicencio.
V mexickém daviscupovém týmu debutoval v roce 2010 semifinálem 2. skupiny americké zóny proti Paraguayi, v němž vyhrál po boku Bruna Rodrígueze čtyřhru. Mexičané zvítězili 4:1 na zápasy. Do září 2023 v soutěži nastoupil k sedmnácti mezistátním utkáním s bilancí 4–2 ve dvouhře a 10–5 ve čtyřhře.
Mexiko reprezentoval na Letních olympijských hrách 2016 v Riu de Janeiru, kde zasáhl se Santiagem Gonzálezem do mužské čtyřhry. Ve druhém kole je vyřadil pátý nasazený pár Rumunů Florin Mergea a Horia Tecău, kteří poté získali stříbrné medaile.
V letech 2006–2009 hrál univerzitní tenis za austinskou Texaskou univerzitu, na které vystudoval obor pojistněmatematická věda.

## Tenisová kariéra
V rámci hlavních soutěží událostí okruhu ITF debutoval v březnu 2004, když zasáhl do turnaje v Méxicu. V úvodním kole podlehl krajanu Brunovi Echagarayi z páté světové stovky. Během září téhož roku si z turnaje ITF opět v Méxicu odvezl premiérový titul v této úrovni tenisu poté, co se Santiagem Gonzálezem ovládl čtyřhru. První trofej na challengerech pak získal o deset let později z deblové soutěže. Na Jalisco Open 2014 v rodné Guadalajaře triumfoval s krajanem Césarem Ramírezem díky finálové výhře nad německo-australským párem Andre Begemann a Matthew Ebden.
Do premiérového finále na okruhu ATP Tour postoupil ve čtyřhře Hall of Fame Tennis Championships 2018 v rhodeislandském Newportu. Se salvadorským spoluhráčem Marcelem Arévalem uhráli jen tři gamy na izraelsko-novozélandský pár Jonatan Erlich a Artem Sitak. První titul poté vybojovali na mexickém Los Cabos Open 2018, kde v rozhodujícím zápasu porazili americko-australskou dvojici Taylor Fritz a Thanasi Kokkinakis. Na newportském Hall of Fame Open 2019 odešli opět z finále poraženi poté, co nenašli recept na Španěla Marcel Granollers s Ukrajincem Sergijem Stachovským.
Debut v nejvyšší grandslamové kategorie zaznamenal v mužském deblu French Open 2015. Po boku Santiaga Gonzáleze však v úvodním kole nestačili na Argentince Máxima Gonzáleze s Brazilcem Andrém Sá ve třech setech.

## Finále na okruhu ATP Tour

### Čtyřhra: 5 (2–3)
| Legenda                   |
| ------------------------- |
| Grand Slam (0)            |
| Turnaj mistrů (0)         |
| ATP Tour Masters 1000 (0) |
| ATP Tour 500 (0)          |
| ATP Tour 250 (2–3)        |

| Stav      | č. | datum         | turnaj                 | kategorie | povrch | spoluhráč          | soupeři ve finále                    | výsledek                 |
| --------- | -- | ------------- | ---------------------- | --------- | ------ | ------------------ | ------------------------------------ | ------------------------ |
| Finalista | 1. | červenec 2018 | Newport, Spojené státy | ATP 250   | tráva  | Marcelo Arévalo    | Jonatan Erlich Artem Sitak           | 1–6, 2–6                 |
| Vítěz     | 1. | srpen 2018    | Los Cabos, Mexiko      | ATP 250   | tvrdý  | Marcelo Arévalo    | Taylor Fritz Thanasi Kokkinakis      | 6–4, 6–4                 |
| Finalista | 2. | červenec 2019 | Newport, Spojené státy | ATP 250   | tráva  | Marcelo Arévalo    | Marcel Granollers Serhij Stachovskyj | 7–6(12–10), 4–6, [11–13] |
| Finalista | 3. | říjen 2022    | Soul, Jižní Korea      | ATP 250   | tvrdý  | Nicolás Barrientos | Raven Klaasen Nathaniel Lammons      | 1–6, 5–7                 |
| Vítěz     | 2. | červenec 2024 | Umag, Chorvatsko       | ATP 250   | antuka | Guido Andreozzi    | Manuel Guinard Grégoire Jacq         | 6–4, 6–2                 |

## Tituly na challengerech ATP a okruhu Futures
| Legenda                 |
| ----------------------- |
| Challengery (0 D; 26 Č) |
| Futures (4 D; 18 Č)     |

### Dvouhra (4 tituly)
| Č. | datum       | turnaj           | povrch | poražený finalista     | výsledek                |
| -- | ----------- | ---------------- | ------ | ---------------------- | ----------------------- |
| 1. | únor 2013   | Tehuacán, Mexiko | tvrdý  | Gianni Mina            | 6–4, 1–6, 6–2           |
| 2. | květen 2013 | Puebla, Mexiko   | tvrdý  | Miguel Gallardo Valles | 6–7(5–7), 6–4, 7–6(7–1) |
| 3. | květen 2013 | Puebla, Mexiko   | tvrdý  | Adam El Mihdawy        | 7–6(7–5), 1–6, 6–3      |
| 4. | květen 2014 | Morelia, Mexiko  | tvrdý  | Eduardo Struvay        | 6–3, 6–3                |

### Čtyřhra (44 titulů)
| Č.  | datum         | turnaj                                | povrch | spoluhráč                 | poražení finalisté                         | výsledek                   |
| --- | ------------- | ------------------------------------- | ------ | ------------------------- | ------------------------------------------ | -------------------------- |
| 1.  | září 2004     | México, Mexiko                        | tvrdý  | Santiago González         | Juan Manuel Elizondo Óscar Zarzosa         | 6–3, 6–2                   |
| 2.  | srpen 2006    | Tuxtla Gutiérrez, Mexiko              | tvrdý  | Bruno Rodríguez           | Alejandro Correa Geoffrey Gehrke           | 6–4, 6–2                   |
| 3.  | duben 2010    | Fortaleza, Brazílie                   | antuka | Luis Díaz Barriga         | Franco Ferreiro Fernando Romboli           | 6–7(5–7), 7–6(7–2), [10–6] |
| 4.  | květen 2010   | Teresina, Brazílie                    | antuka | Luis Díaz Barriga         | Alexandre Bonatto José Pereira             | 6–4, 3–6, [10–7]           |
| 5.  | květen 2010   | Juiz de Fora, Brazílie                | antuka | Luis Díaz Barriga         | Gustavo Junqueira de Andrade Thales Turini | 6–2, 6–0                   |
| 6.  | září 2010     | Terst, Itálie                         | antuka | Luis Díaz Barriga         | Marco Bortolotti Alessandro Giannessi      | 7–5, 6–3                   |
| 7.  | 2010          | Acapulco, Mexiko                      | antuka | Luis Díaz Barriga         | Christopher Díaz Figueroa Iván Endara      | 6–2, 6–3                   |
| 8.  | leden 2011    | México, Mexiko                        | tvrdý  | Luis Díaz Barriga         | Mauricio Astorga Miguel Gallardo Valles    | 6–4, 7–6(7–5)              |
| 9.  | květen 2012   | Morelia, Mexiko                       | tvrdý  | Bruno Rodríguez           | Marvin Barker Chris Letcher                | 6–4, 6–2                   |
| 10. | květen 2012   | Puebla, Mexiko                        | tvrdý  | Alejandro Moreno Figueroa | Marcelo Arévalo Felipe Mantilla            | 6–2, 7–5                   |
| 11. | červen 2012   | Unterföhring, Německo                 | antuka | Bruno Rodríguez           | Dominik Meffert Michael Spegel             | 3–6, 6–2, [10–7]           |
| 12. | červenec 2012 | Hannover, Německo                     | antuka | Alejandro Moreno Figueroa | Maximilian Dinslaken George von Massow     | 1–6, 6–3, [10–7]           |
| 13. | červenec 2012 | Dortmund, Německo                     | antuka | Alejandro Moreno Figueroa | Patrick Pradella Jan-Lennard Struff        | 4–6, 6–4, [10–7]           |
| 14. | září 2012     | Manzanillo, Mexiko                    | tvrdý  | Marcelo Arévalo           | Christopher Díaz Figueroa Darian King      | 6–1, 7–5                   |
| 15. | květen 2013   | Puebla, Mexiko                        | tvrdý  | Alejandro Moreno Figueroa | George Jecminek Kirill Kasyanov            | 5–7, 6–2, [10–7]           |
| 1.  | březen 2014   | Guadalajara, Mexiko                   | tvrdý  | César Ramírez             | Andre Begemann Matthew Ebden               | 6–4, 6–2                   |
| 16. | duben 2014    | Querétaro, Mexiko                     | tvrdý  | César Ramírez             | Kevin King Dean O'Brien                    | 6–3, 7–5                   |
| 17. | květen 2014   | Córdoba, Mexiko                       | tvrdý  | César Ramírez             | Kevin King Dean O'Brien                    | 7–6(7–1), 6–1              |
| 18. | květen 2014   | Morelia, Mexiko                       | tvrdý  | César Ramírez             | Mauricio Echazú Jorge Brian Panta          | 7–6(7–3), 6–3              |
| 2.  | květen 2015   | Cali, Kolumbie                        | antuka | Marcelo Demoliner         | Emilio Gómez Roberto Maytín                | 6–1, 6–2                   |
| 3.  | červen 2016   | Milán, Itálie                         | antuka | Max Schnur                | Alessandro Motti Peng Hsien-yin            | 1–6, 7–6(7–4), [10–5]      |
| 4.  | červenec 2017 | Medellín, Kolumbie                    | antuka | Darian King               | Nicolás Jarry Roberto Quiroz               | 6–4, 6–4                   |
| 5.  | září 2017     | Quito, Ekvádor                        | antuka | Marcelo Arévalo           | Nicolás Jarry Roberto Quiroz               | 4–6, 6–4, [10–7]           |
| 6.  | září 2017     | Bogotá, Kolumbie                      | antuka | Marcelo Arévalo           | Nikola Mektić Franko Škugor                | 6–3, 3–6, [10–6]           |
| 7.  | září 2017     | Cary, Spojené státy                   | tvrdý  | Marcelo Arévalo           | Miķelis Lībietis Dennis Novikov            | 6–7(6–8), 7–6(7–1), [10–6] |
| 8.  | říjen 2017    | Cali, Kolumbie                        | antuka | Marcelo Arévalo           | Sergio Galdós Fabrício Neis                | 6–3, 6–4                   |
| 9.  | říjen 2017    | Lima, Peru                            | antuka | Blaž Rola                 | Gonçalo Oliveira Grzegorz Panfil           | 7–5, 6–3                   |
| 10. | listopad 2017 | Guayaquil, Ekvádor                    | antuka | Marcelo Arévalo           | Hugo Dellien Federico Zeballos             | 6–1, 6–7(7–9), [10–6]      |
| 11. | duben 2018    | San Luis Potosí, Mexiko               | antuka | Marcelo Arévalo           | Jay Clarke Kevin Krawietz                  | 6–1, 6–4                   |
| 12. | duben 2018    | Guadalajara, Mexiko                   | tvrdý  | Marcelo Arévalo           | Brydan Klein Ruan Roelofse                 | 7–6(7–3), 7–5              |
| 13. | květen 2018   | Lisabon, Portugalsko                  | antuka | Marcelo Arévalo           | Tomasz Bednarek Hunter Reese               | 6–3, 3–6, [10–1]           |
| 14. | říjen 2018    | Santo Domingo, Dominikánská republika | tvrdý  | Leander Paes              | Ariel Behar Roberto Quiroz                 | 4–6, 6–3, [10–5]           |
| 15. | duben 2019    | San Luis Potosí, Mexiko               | antuka | Marcelo Arévalo           | Ariel Behar Roberto Quiroz                 | 1–6, 6–4, [12–10]          |
| 16. | srpen 2019    | Aptos, Spojené státy                  | tvrdý  | Marcelo Arévalo           | Nathan Pasha Max Schnur                    | 5–7, 6–3, [10–8]           |
| 17. | leden 2020    | Bangkok, Thajsko                      | tvrdý  | Gonzalo Escobar           | Čang Ze Kung Mao-sin                       | 6–3, 6–3                   |
| 18. | duben 2021    | Salinas, Ekvádor                      | tvrdý  | Fernando Romboli          | Diego Hidalgo Skander Mansouri             | 7-5, 4–6, [10-2]           |
| 19. | duben 2022    | San Luis Potosí, Mexiko               | antuka | Nicolás Barrientos        | Luis David Martínez Felipe Meligeni Alves  | 7–6(13–11), 6–2            |
| 20. | duben 2022    | Aguascalientes, Mexiko                | antuka | Nicolás Barrientos        | Gonçalo Oliveira Divij Šaran               | 7–5, 6–3                   |
| 21. | květen 2022   | Heilbronn, Německo                    | antuka | Nicolás Barrientos        | Jelle Sels Bart Stevens                    | 7–5, 6–3                   |
| 22. | květen 2022   | Tunis, Tunisko                        | antuka | Nicolás Barrientos        | Alexander Erler Lucas Miedler              | 6–7(3–7), 6–3, [11–9]      |
| 23. | květen 2022   | Forlì, Itálie                         | antuka | Nicolás Barrientos        | Sadio Doumbia Fabien Reboul                | 7–5, 4–6, [10–4]           |
| 24. | říjen 2022    | Kwangdžu, Jižní Korea                 | tvrdý  | Nicolás Barrientos        | Juki Bhambri Saketh Myneni                 | 2–6, 6–3, [10–6]           |
| 25. | březen 2023   | Puerto Vallarta, Mexiko               | tvrdý  | Robert Galloway           | André Göransson Ben McLachlan              | 3–0skreč                   |
| 26. | duben 2023    | Ostrava, Česko                        | antuka | Robert Galloway           | Guido Andreozzi Guillermo Durán            | 7–5, 7–6(7–5)              |